# Linda Villumsen
Linda Villumsen (Herning, 12 de abril de 1985) es una ciclista de origen danés nacionalizada neozelandesa a finales del 2009. Debutó como profesional en 2005. Es una especialista en contrarreloj, de hecho 10 de sus 20 victorias profesionales las ha conseguido en esa especialidad, además de obtener 4 medallas consecutivas en los Campeonato Mundiales Contrarreloj entre 2009 y 2012. En 2013 decidió retirarse temporalmente del profesionalismo de cara a disputar una temporada alternativa y preparar citas importantes en siguientes años aunque pronto, en marzo, volvió al profesionalismo con el Wiggle Honda.

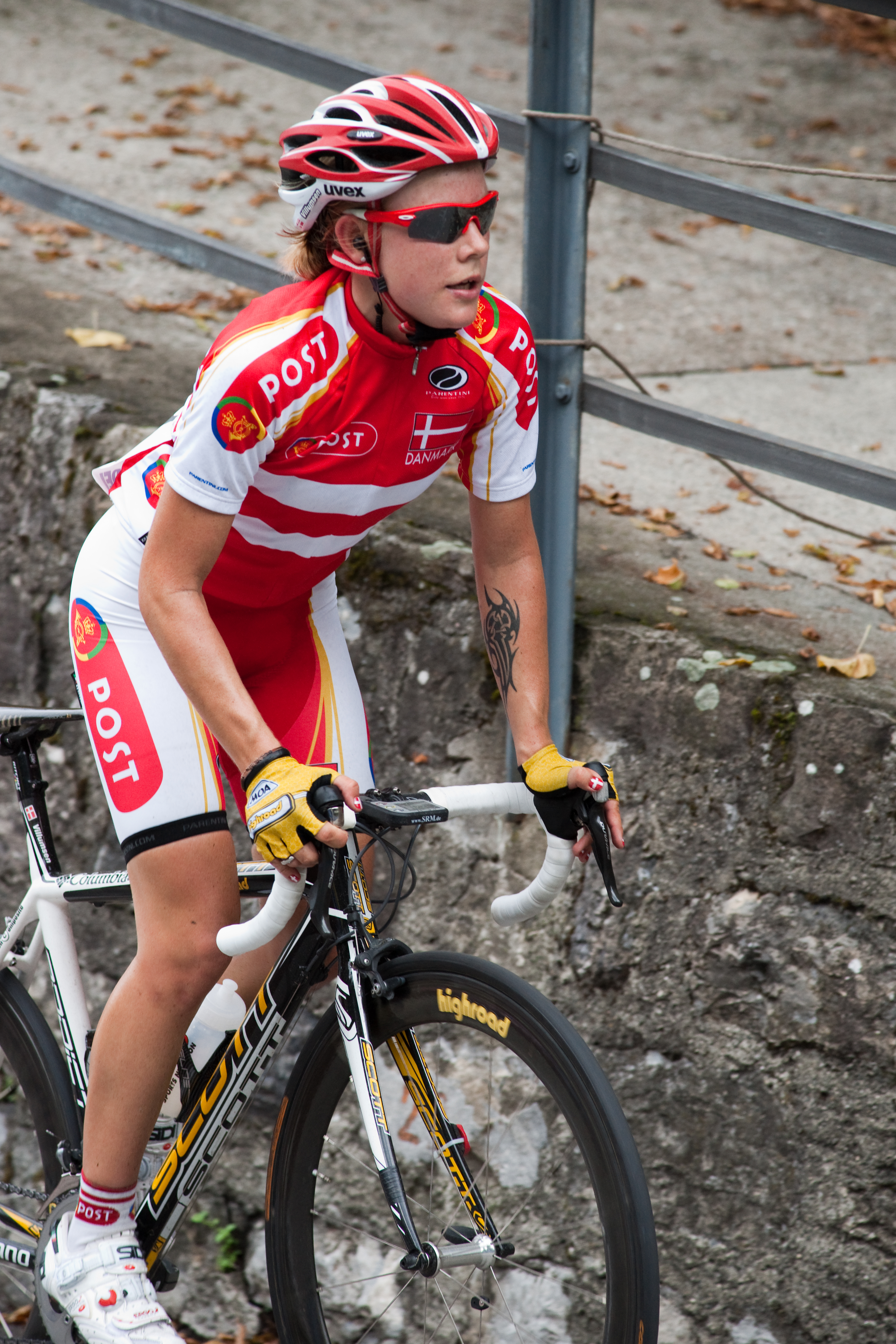
Linda Villumsen con el maillot de la Selección de Dinamarca en el Campeonato Mundial de Ciclismo en Ruta de 2009 donde acabó 16.ª.

Como curiosidad ha participado en dos Juegos Olímpicos consecutivos con diferentes países: en los Juegos Olímpicos de Pekín 2008 con Dinamarca obteniendo el 5.º puesto en la prueba en ruta y el 13.º en la prueba contrarreloj; y tras nacionalizarse neozelandesa en 2009 con ese país en los Juegos Olímpicos de Londres 2012 obteniendo el 18.º puesto en la prueba en ruta y el 4.º en la prueba contrarreloj.
En 2014 se hizo público que era pareja de su excompañera de equipo en el Wiggle Honda Emma Trott, hermana de la medallista olímpica y mundial Laura Trott.

## Palmarés

### Ruta
2005
- 3.ª en el Campeonato de Dinamarca Contrarreloj
- 2.ª en el Campeonato de Dinamarca en Ruta

2006
- 1 etapa del RaboSter Zeeuwsche Eilanden
- Campeonato de Dinamarca Contrarreloj
- Campeonato de Dinamarca en Ruta
- Campeonato Europeo Contrarreloj sub-23
- La Route de France Féminine

2007
- 1 etapa del Tour de l'Aude Femenino
- Campeonato Europeo en Ruta sub-23

2008
- Campeonato de Dinamarca Contrarreloj
- Campeonato de Dinamarca en Ruta

2009
- Gran Premio Costa Etrusca
- 1 etapa del Tour de l'Aude Femenino
- 1 etapa del RaboSter Zeeuwsche Eilanden
- Campeonato de Dinamarca Contrarreloj
- Campeonato de Dinamarca en Ruta
- Tour de Turingia femenino, más 1 etapa
- 3.ª en el Campeonato Mundial Contrarreloj

2010
- 3.ª en el Campeonato de Nueva Zelanda Contrarreloj
- 2.ª en el Campeonato de Nueva Zelanda en Ruta
- 3.ª en el Campeonato Mundial Contrarreloj

2011
- 2.ª en el Campeonato Mundial Contrarreloj

2012
- 1 etapa del Tour de Nueva Zelanda Femenino
- 1 etapa de la Emakumeen Bira
- Giro del Trentino Alto Adige-Südtirol
- 3.ª en el Campeonato Mundial Contrarreloj

2013
- Campeonato de Nueva Zelanda Contrarreloj   (como amateur)[9]
- La Route de France, más 1 etapa
- 1 etapa del Tour Cycliste Féminin International de l'Ardèche
- 2.ª en el Campeonato Mundial Contrarreloj

2014
- 2.ª en el Campeonato de Nueva Zelanda Contrarreloj
- 2.ª en el Campeonato de Nueva Zelanda en Ruta
- Tour Cycliste Féminin International de l'Ardèche, más 1 etapa

2015
- 2.ª en el Campeonato de Nueva Zelanda Contrarreloj
- Campeonato de Nueva Zelanda en Ruta
- Campeonato Mundial Contrarreloj

2016
- 1 etapa del Joe Martin Stage Race Women

### Pista
2006
- 3.ª en el Campeonato de Dinamarca Persecución

## Resultados en Grandes Vueltas y Campeonatos del Mundo
Durante su carrera deportiva ha conseguido los siguientes puestos en las Grandes Vueltas femeninas y en los Campeonatos del Mundo en carretera:
| Carrera              | 2004 | 2005 | 2006 | 2007 | 2008 | 2009 | 2010 | 2011  | 2012 | 2013 | 2014 | 2015 | 2016 | 2017 |
| -------------------- | ---- | ---- | ---- | ---- | ---- | ---- | ---- | ----- | ---- | ---- | ---- | ---- | ---- | ---- |
| Giro de Italia       | -    | -    | ?    | 9.ª  | 25.ª | 13.ª | 14.ª | 22.ª  | 20.ª | 14.ª | 23.ª | -    | -    | 21.ª |
| Tour de l'Aude       | -    | -    | -    | 29.ª | 9.ª  | 10.ª | 14.ª | X     | X    | X    | X    | X    | X    | X    |
| Grande Boucle        | -    | -    | -    | -    | -    | -    | X    | X     | X    | X    | X    | X    | X    | X    |
| Mundial en Ruta      | 25.ª | -    | 33.ª | -    | 13.ª | 16.ª | 19.ª | 111.ª | 7.ª  | 6ª   | 8ª   | -    | -    | 21.ª |
| Mundial Contrarreloj | -    | -    | 14.ª | -    | 10.ª | 3.ª  | 3ª   | 2ª    | 3ª   | 2ª   | 9ª   | 1ª   | -    | 6ª   |

-: no participa

X: ediciones no celebradas

## Equipos
- Buitenpoort-Flexpoint Team (2005-2006)
- T-Mobile/Columbia/HTC (2007-2010)
  - T-Mobile Women (2007)
  - Team Columbia Women (2008)
  - Team Columbia-HTC Women (2009)
  - Team HTC-Columbia Women (2010)
- AA Drink-Leontien.nl Cycling Team (2011)
- GreenEDGE/Orica (2012)
  - GreenEDGE-AIS (2012) (hasta mayo)
  - Orica-AIS (2012)
- Wiggle Honda (2013[10] -2014)
- UnitedHealthcare (2015-2016)
- Team Virtu Cycling Women (2017[11] -2018[12])